# Myers Y. Cooper
Myers Young Cooper (* 25. November 1873 bei St. Louisville, Ohio; † 6. Dezember 1958 in Cincinnati, Ohio) war ein US-amerikanischer Politiker und von 1929 bis 1931 der 51. Gouverneur des Bundesstaates Ohio.

## Frühe Jahre
Der auf einer Farm im Licking County geborene Cooper studierte an der Lebanon Normal University in Ohio. Danach stieg er in Cincinnati ins Immobiliengeschäft ein. Später erweiterte er seine Geschäftsaktivitäten auf andere Bereiche wie den Eigenheimbau, den Holzhandel und den Kohlebergbau.

## Politische Laufbahn
Myers Cooper gehörte der Republikanischen Partei an, die er aber 1912 verließ, um sich der sogenannten Bull-Moose-Bewegung um Theodore Roosevelt anzuschließen. Aber 1916 kehrte er zu den Republikanern zurück. Elf Jahre lang war Cooper Präsident der Vereinigung der Messeaussteller von Ohio. Außerdem fungierte er als Präsident eines gemeinsamen Rates der verschiedenen Kirchen in seinem Heimatstaat. Cooper war seit 1916 auch mehrfach Delegierter auf den Bundes- und Staatsparteitagen seiner Partei. Im Jahr 1928 wurde er dann zum Gouverneur seines Staates gewählt, wobei er sich mit 54,8 Prozent der Stimmen gegen den Demokraten Martin Davey durchsetzte.
Cooper trat seine zweijährige Amtszeit am 14. Januar 1929 an. Er pflegte ein gutes Verhältnis zur Legislative, was ihm das Regieren erleichterte. In seiner Zeit wurde die Kontrolle der Versorgungsbetriebe verbessert, ebenso die Wahl- und die Bankgesetze. Auch das Straßenverkehrsrecht wurde dem höheren Verkehrsaufkommen angepasst. Cooper kümmerte sich auch um den Umweltschutz und die Bodenschätze seines Staates. Der zweite Teil seiner Amtszeit wurde von den Folgen des New Yorker Börsenkrachs vom Oktober 1929 überschattet. Die nun beginnende Weltwirtschaftskrise suchte auch Ohio heim. Im Jahr 1930 bewarb sich Cooper erfolglos um eine Wiederwahl. Daher musste er am 12. Januar 1931 aus seinem Amt ausscheiden.

## Weiterer Lebenslauf
Bei den Gouverneurswahlen des Jahres 1932 scheiterte Cooper bereits in den Vorwahlen. Zwischen 1938 und 1941 war er Vorsitzender einer Kommission der Immobilienhändler, die sich mit der Besteuerung ihres Gewerbes befasste. Außerdem übte er noch verschiedene andere Funktionen aus. Myers Cooper starb im Dezember 1958. Er war mit Martha Kinney verheiratet, mit der er zwei Kinder hatte.